# Alan Gilbert
Alan Gilbert (Nueva York, 23 de febrero de 1967) es un dirección de orquesta y violista estadounidense.

## Vida
Nació en 1967 en Nueva York. Su madre fue Yoko Takebe también tocaba el violín en la Filarmónica y su padre Michael Gilbert, tocaba también como violinista en la Filarmónica hasta 2001. Creciendo en el Upper West Side de Manhattan, asistió a la Ethical Culture Fieldston School en Riverdale. En esa época aprendió a tocar el violín, la viola y el piano.
En la década de 1980 estudió música en la Universidad Harvard, donde fue director musical de la Harvard Bach Society Orchestra. En Boston también estudió con el violinista Masuko Ushioda en el Conservatorio de Música de Nueva Inglaterra. Tras obtener su grado en Harvard, estudió dirección en el Instituto de Música Curtis y la Escuela Juilliard con Otto-Werner Mueller. En 1994 ganó el premio Georg Solti, el cual le comporta una semana de tutoría privada con el maestro Solti. También en 1994 ganó el primer premio en la Competición Internacional de Interpretación Musical en Ginebra.
En 2002 se casó con la violonchelista sueca Kajsa William Olsson, miembro de la Real Orquesta Filarmónica de Estocolmo. Tienen tres niños. Vive en el Upper West Side de Nueva York con su esposa y sus tres niños, Lia, Noemi y Esra.

## Carrera
De 1995 a 1997 fue director ayudante en la Orquesta de Cleveland. En 1997 ganó el Seaver/National Endowment for the Arts Conductors Award.
La larga asociación del maestro con la Ópera de Santa Fe data de 1993, cuando actuó como concertino ayudante de la orquesta. Con anterioridad a él, ambos padres de Gilbert tocaron en la orquesta de la ópera y su padre actuó de concertino un gran número de años. En 2001 dirigió su primera producción de Ópera en Santa Fe,  la obra de Verdi,  Falstaff. En 2003 es nombrado en Santa Fe, primer director musical de la ópera. Su contrato inicial concluyó al final de la temporada 2006. 
El 16 de septiembre de 2009 debutó como director musical de la Filarmónica de Nueva York. Gilbert construyó gran parte de su reputación dirigiendo música contemporánea y americana y su cita con esta orquesta ha estado marcada por un cambio de orientación de la orquesta respecto a sus predecesores más conservadores Zubin Mehta, Kurt Masur y Lorin Maazel. Para su temporada inaugural 2009/10 introdujo un gran número de iniciativas nuevas, incluyendo la presencia del compositor-en-residencia Magnus Lindberg y el artista-en-residencia Thomas Hampson. En los festivales y giras ha introducido música nueva. Ha dirigido la orquesta en actuaciones por todo el mundo, en Estados Unidos y en estrenos en Nueva York. Anunció que dejaba el puesto de director musical en 2017, coincidiendo con una renovación importante planeada para el David Geffen Hall.
De 2000 a 2008 fue director musical de la Real Orquesta Filarmónica de Estocolmo. Durante su estancia dirigió interpretaciones de concierto de varias óperas: la obra de Klas Torstensson, La expedición, Oedipus rex, Die Walküre, acto 1 y Das Rheingold. Empezando en 2004, ha sido director invitado principal de la Orquesta NDR de la Filarmónica del Elba. Hizo su debut en la Ópera Metropolitana de Nueva York en noviembre de 2008, con la ópera Doctor Atómico de John Adams.
A finales de 2009 asumió el puesto William Schuman en Estudios Musicales en la Juilliard School. El puesto incluye ensayar, dirigir y dar clases magistrales.